# Serie A2 1998-1999 (rugby a 15)
La serie A2 1998-99 fu il 65º campionato di seconda divisione di rugby a 15 in Italia.
Si tenne dal 29 novembre 1998 al 6 giugno 1999 tra 12 squadre ripartite in 2 gironi paritetici da 6 squadre ciascuna nella prima fase, che servì a determinare la composizione dei gironi della seconda fase con cui furono stabilite promozioni e retrocessioni.
Il campionato fu vinto dal Bologna che acquisì il diritto a disputare il play-off scudetto del campionato di A1 di quella stessa stagione; a essere promosso in massima serie, insieme agli emiliani, fu il Viadana.
Il campionato avrebbe dovuto terminare, come da calendario, il 16 maggio 1999 ma vi fu una coda perché tre squadre rimasero affiancate al terzultimo posto della poule salvezza e fu quindi necessario uno spareggio che ne salvasse due tra Amatori Catania, Colleferro e Paese ed evitasse loro la serie B cui erano state condannate, a fine torneo, Mogliano e Viterbo.
Gli spareggi si tennero in tre fine settimana consecutivi dal 23 maggio al 6 giugno e videro la squadra siciliana ultima della classifica avulsa tra le tre contendenti e retrocessa.

## Squadre partecipanti

### Girone A
| Club            | Sponsor   | Città   | Impianto interno   |
| --------------- | --------- | ------- | ------------------ |
| Amatori Catania |           | Catania | Stadio Goretti     |
| Amatori Parma   | Italgomma | Parma   | Stadio f.lli Cervi |
| Bologna         | Viro      | Bologna | Stadio Arcoveggio  |
| Modena          | Donelli   | Modena  | Stadio Collegarola |
| Paese           |           | Paese   | Stadio Visentin    |
| Rovato          | Pagani    | Rovato  | Stadio Pagani      |

### Girone B
| Club       | Sponsor     | Città           | Impianto interno  |
| ---------- | ----------- | --------------- | ----------------- |
| Brescia    | Fast Net    | Brescia         | Stadio Invernici  |
| Colleferro | Serenissima | Colleferro      | Stadio Natali     |
| Livorno    |             | Livorno         | Stadio Montano    |
| Mogliano   |             | Mogliano Veneto | Stadio Quaggia    |
| Viadana    | Arix        | Viadana         | Stadio Zaffanella |
| Viterbo    | Erre3       | Viterbo         | Stadio Quatrini   |

## Formula
La formula fu esattamente quella della stagione precedente: nella prima fase le 12 squadre furono ripartite su due gironi all'italiana da 6 squadre ciascuno, in ognuno delle quali esse si incontrarono con gare di andata e ritorno.
Al termine della prima fase, le prime tre classificate di ciascun girone andarono a formare la poule scudetto di sei squadre; parimenti le ultime tre classificate di ciascun girone furono riunite nella poule salvezza.
Le prime due classificate della poule promozione furono ammesse in serie A1 per la stagione successiva e la prima di esse partecipò anche ai play-off scudetto della stagione di A1 in corso; le ultime tre della poule salvezza retrocedettero in serie B.

## Prima fase

### Girone A
|       | 1ª/6ª giornata          |       |
| ----- | ----------------------- | ----- |
| 67-6  | Am. Parma - Am. Catania | 32-9  |
| 22-31 | Rovato - Bologna        | 19-53 |
| 15-17 | Modena - Paese          | 17-22 |
|       |                         |       |
|       | 4ª/9ª giornata          |       |
| 10-12 | Paese - Bologna         | 26-28 |
| 28-25 | Rovato - Am. Parma      | 19-25 |
| 35-13 | Modena - Am. Catania    | 22-22 |

|       | 2ª/7ª giornata        |       |
| ----- | --------------------- | ----- |
| 8-35  | Am. Catania - Rovato  | 15-20 |
| 38-30 | Bologna - Modena      | 47-22 |
| 14-10 | Paese - Am. Parma     | 18-25 |
|       |                       |       |
|       | 5ª/10ª giornata       |       |
| 9-24  | Am. Catania - Bologna | 5-30  |
| 29-22 | Am. Parma - Modena    | 14-10 |
| 22-23 | Paese - Rovato        | 15-23 |

|       | 3ª/8ª giornata      |       |
| ----- | ------------------- | ----- |
| 17-26 | Am. Catania - Paese | 10-39 |
| 11-31 | Am. Parma - Bologna | 27-28 |
| 23-35 | Rovato - Modena     | 7-12  |

#### Classifica
|  |    | Squadra         | G  | V  | N | P | PF  | PS  | P±   | B | Pt |
|  | -- | --------------- | -- | -- | - | - | --- | --- | ---- | - | -- |
|  | 1. | Bologna         | 10 | 10 | 0 | 0 | 322 | 181 | 141  | 0 | 20 |
|  | 2. | Amatori Parma   | 10 | 6  | 0 | 4 | 265 | 185 | 80   | 0 | 12 |
|  | 3. | Rovato          | 10 | 5  | 0 | 5 | 219 | 241 | −22  | 0 | 10 |
|  | 4. | Paese           | 10 | 5  | 0 | 5 | 209 | 180 | 29   | 0 | 10 |
|  | 5. | Modena          | 10 | 3  | 1 | 6 | 220 | 232 | −12  | 0 | 7  |
|  | 6. | Amatori Catania | 10 | 0  | 1 | 9 | 114 | 330 | −216 | 0 | 1  |

### Girone B
|       | 1ª/6ª giornata       |       |
| ----- | -------------------- | ----- |
| 45-8  | Viadana - Colleferro | 33-17 |
| 34-29 | Livorno - Brescia    | 18-27 |
| 12-7  | Mogliano - Viterbo   | 22-24 |
|       |                      |       |
|       | 4ª/9ª giornata       |       |
| 78-5  | Viadana - Viterbo    | 36-24 |
| 17-17 | Colleferro - Brescia | 12-40 |
| 18-11 | Mogliano - Livorno   | 14-34 |

|       | 2ª/7ª giornata        |       |
| ----- | --------------------- | ----- |
| 19-18 | Colleferro - Mogliano | 12-35 |
| 20-27 | Brescia - Viadana     | 12-37 |
| 25-22 | Viterbo - Livorno     | 3-27  |
|       |                       |       |
|       | 5ª/10ª giornata       |       |
| 41-30 | Brescia - Mogliano    | 36-21 |
| 30-32 | Livorno - Viadana     | 29-38 |
| 22-26 | Viterbo - Colleferro  | 13-34 |

|       | 3ª/8ª giornata       |       |
| ----- | -------------------- | ----- |
| 33-9  | Brescia - Viterbo    | 7-13  |
| 18-5  | Livorno - Colleferro | 27-17 |
| 22-42 | Mogliano - Viadana   | 39-56 |

#### Classifica
|  |    | Squadra    | G  | V  | N | P | PF  | PS  | P±   | B | Pt |
|  | -- | ---------- | -- | -- | - | - | --- | --- | ---- | - | -- |
|  | 1. | Viadana    | 10 | 10 | 0 | 0 | 424 | 206 | 218  | 0 | 20 |
|  | 2. | Brescia    | 10 | 5  | 1 | 4 | 262 | 218 | 44   | 0 | 11 |
|  | 3. | Livorno    | 10 | 5  | 0 | 5 | 250 | 208 | 42   | 0 | 10 |
|  | 4. | Colleferro | 10 | 3  | 1 | 6 | 167 | 268 | −101 | 0 | 7  |
|  | 5. | Mogliano   | 10 | 3  | 0 | 7 | 231 | 282 | −51  | 0 | 6  |
|  | 6. | Viterbo    | 10 | 3  | 0 | 7 | 145 | 297 | −152 | 0 | 6  |

## Seconda fase

### Poule salvezza
|       | 1ª/6ª giornata           |       |
| ----- | ------------------------ | ----- |
| 24-17 | Modena - Mogliano        | 23-18 |
| 25-0  | Am. Catania - Paese      | 0-13  |
| 20-12 | Colleferro - Viterbo     | 21-15 |
|       |                          |       |
|       | 4ª/9ª giornata           |       |
| 31-27 | Modena - Paese           | 17-20 |
| 28-15 | Colleferro - Am. Catania | 0-42  |
| 31-16 | Viterbo - Mogliano       | 17-62 |

|       | 2ª/7ª giornata         |       |
| ----- | ---------------------- | ----- |
| 27-0  | Paese - Colleferro     | 24-47 |
| 28-20 | Mogliano - Am. Catania | 20-27 |
| 17-17 | Viterbo - Modena       | 16-17 |
|       |                        |       |
|       | 5ª/10ª giornata        |       |
| 26-17 | Paese - Viterbo        | 29-25 |
| 8-3   | Am. Catania - Modena   | 9-13  |
| 16-12 | Mogliano - Colleferro  | 36-48 |

|       | 3ª/8ª giornata        |       |
| ----- | --------------------- | ----- |
| 33-24 | Paese - Mogliano      | 21-26 |
| 27-3  | Am. Catania - Viterbo | 17-8  |
| 10-21 | Colleferro - Modena   | 14-12 |

#### Classifica
|  |    | Squadra         | G  | V | N | P | PF  | PS  | P±  | B | Pt |
|  | -- | --------------- | -- | - | - | - | --- | --- | --- | - | -- |
|  | 1. | Modena          | 10 | 6 | 1 | 3 | 178 | 156 | 22  | 0 | 13 |
|  | 2. | Colleferro      | 10 | 6 | 0 | 4 | 200 | 220 | −20 | 0 | 12 |
|  | 3. | Paese           | 10 | 6 | 0 | 4 | 220 | 212 | 8   | 0 | 12 |
|  | 4. | Amatori Catania | 10 | 6 | 0 | 4 | 190 | 116 | 74  | 0 | 12 |
|  | 5. | Mogliano        | 10 | 4 | 0 | 6 | 263 | 256 | 7   | 0 | 8  |
|  | 6. | Viterbo         | 10 | 1 | 1 | 8 | 161 | 252 | −91 | 0 | 3  |

#### Spareggi retrocessione
| Firenze 23 maggio 1999, ore 16:30 UTC+2 | Paese             | 7 – 10 referto | Colleferro | \| Arbitro: \| De Falco (Napoli) \| |
| Arbitro:                                | De Falco (Napoli) |                |            |                                     |

| Benevento 30 maggio 1999, ore 16:30 UTC+2 | Colleferro          | 8 – 8 referto | Amatori Catania | \| Arbitro: \| Guerrieri (Treviso) \| |
| Arbitro:                                  | Guerrieri (Treviso) |               |                 |                                       |

| Roma 6 giugno 1999, ore 16:30 UTC+2 | Paese | 14 – 8 | Amatori Catania |  |

### Poule promozione
|       | 1ª/6ª giornata      |       |
| ----- | ------------------- | ----- |
| 60-5  | Viadana - Rovato    | 48-14 |
| 16-21 | Brescia - Bologna   | 12-15 |
| 31-15 | Livorno - Am. Parma | 47-17 |
|       |                     |       |
|       | 4ª/9ª giornata      |       |
| 23-25 | Rovato - Bologna    | 37-40 |
| 29-12 | Viadana - Livorno   | 34-29 |
| 14-3  | Brescia - Am. Parma | 9-20  |

|       | 2ª/7ª giornata      |       |
| ----- | ------------------- | ----- |
| 22-21 | Bologna - Livorno   | 27-23 |
| 13-32 | Rovato - Brescia    | 10-46 |
| 7-38  | Am. Parma - Viadana | 13-40 |
|       |                     |       |
|       | 5ª/10ª giornata     |       |
| 25-10 | Bologna - Viadana   | 35-37 |
| 9-13  | Am. Parma - Rovato  | 22-24 |
| 30-32 | Livorno - Brescia   | 32-47 |

|       | 3ª/8ª giornata      |       |
| ----- | ------------------- | ----- |
| 25-26 | Am. Parma - Bologna | 20-24 |
| 13-11 | Viadana - Brescia   | 26-3  |
| 41-15 | Livorno - Rovato    | 17-30 |

#### Classifica
|  |    | Squadra       | G  | V | N | P | PF  | PS  | P±   | B | Pt |
|  | -- | ------------- | -- | - | - | - | --- | --- | ---- | - | -- |
|  | 1. | Bologna       | 10 | 9 | 0 | 1 | 260 | 224 | 36   | 0 | 18 |
|  | 2. | Viadana       | 10 | 9 | 0 | 1 | 335 | 154 | 181  | 0 | 18 |
|  | 3. | Brescia       | 10 | 5 | 0 | 5 | 222 | 183 | 39   | 0 | 10 |
|  | 4. | Livorno       | 10 | 3 | 0 | 7 | 283 | 268 | 15   | 0 | 6  |
|  | 5. | Rovato        | 10 | 3 | 0 | 7 | 184 | 340 | −156 | 0 | 6  |
|  | 6. | Amatori Parma | 10 | 1 | 0 | 9 | 151 | 266 | −115 | 0 | 2  |

## Verdetti
- Bologna e Viadana: promosse in serie A1 1999-2000
- Bologna: ammesso ai play-off scudetto di serie A1 1998-99
- Amatori Catania, Mogliano e Viterbo: retrocesse in serie B 1999-2000